# Questenberg
Questenberg este o comună în Saxonia-Anhalt, Germania